# Kristoffer Jakobsen
Pour les articles homonymes, voir Jakobsen.
Kristoffer Jakobsen est un skieur alpin suédois né le 9 septembre 1994 à Boden. Sa discipline de prédilection est le slalom.

## Carrière
Licencié au Storklintens Alpina, il entame sa carrière officielle lors de l'hiver 2009-2010, puis gagne ses premières courses FIS en 2012-2013 et fait ses débuts avec l'équipe nationale aux Championnats du monde junior 2015 à Hafjell (abandon en slalom). Il prend son premier départ en Coupe d'Europe en décembre 2015 et en Coupe du monde en octobre 2016. Lors de sa deuxième course dans l'élite, un slalom à Levi, il arrive douzième et s'octroie ses premiers points.
Aux Jeux olympiques d'hiver de 2018, à Pyeongchang, il obtient le meilleur résultat de sa carrière en terminant septième du slalom à moins d'une seconde de son compatriote Andre Myhrer, le vainqueur.
En novembre 2019, il se place sixième du slalom de Levi, pour son premier top dix dans la Coupe du monde. Peu après, il signe son premier podium en Coupe d'Europe à Funesdalen.
Lors de la saison 2020-2021, son meilleur résultat en Coupe du monde est huitième du slalom à Flachau, tandis qu'il abandonne les deux courses individuelles aux Championnats du monde de Cortina d'Ampezzo, où en revanche, il fait partie de l'équipe suédoise médaillée d'argent au parallèle avec Estelle Alphand, Sara Hector et Mattias Röngrenn.
Il atteint pour la première fois le podium dans l'élite dès le slalom de la saison 2021-2022 de Coupe du monde, à Val d'Isère, se classant deuxième à une 1,40 seconde de Clément Noël. Ensuite troisième à Madonna di Campiglio, il subit quatre sorties de pistes consécutives en slalom, inclus à Schladming, alors qu'il a dominé la première manche.

## Palmarès

### Jeux olympiques
| Édition / Épreuve   | Slalom géant | Slalom | Par équipes |
| ------------------- | ------------ | ------ | ----------- |
| JO 2018 Pyeongchang | Abandon      | 7e     | 5e          |
| JO 2022 Pékin       |              |        |             |

### Championnats du monde
| Édition / Épreuve                | Slalom  | Slalom géant | Parallèle                        | Par équipes |
| -------------------------------- | ------- | ------------ | -------------------------------- | ----------- |
| Mondiaux 2017 Saint-Moritz       | Abandon | 29e          | Épreuve inexistante à cette date |             |
| Mondiaux 2019 Åre                | -       | Abandon      | Épreuve inexistante à cette date |             |
| Mondiaux 2021 Cortina            | Abandon | -            | Abandon                          | Argent      |
| Mondiaux 2023 Courchevel-Méribel | Abandon | -            | -                                | 11e         |
| Mondiaux 2025 Saalbach           |         |              |                                  | Bronze      |

### Coupe du monde
- Meilleur classement général : 51e en 2023.
- 4 podiums.

#### Classements par saison
| Saison / Classement | Général | Général | Descente | Descente | Slalom géant | Slalom géant | Slalom | Slalom | Super G | Super G | Combiné | Combiné | Parallèle | Parallèle |
| Saison / Classement | Class.  | Points  | Class.   | Points   | Class.       | Points       | Class. | Points | Class.  | Points  | Class.  | Points  | Class.    | Points    |
| ------------------- | ------- | ------- | -------- | -------- | ------------ | ------------ | ------ | ------ | ------- | ------- | ------- | ------- | --------- | --------- |
| 2017                | 107e    | 30      | -        | -        | -            | -            | 39e    | 30     | -       | -       | -       | -       | -         | -         |
| 2019                | 124e    | 16      | -        | -        | -            | -            | 43e    | 16     | -       | -       | -       | -       | -         | -         |
| 2020                | 67e     | 128     | -        | -        | -            | -            | 18e    | 116    | -       | -       | -       | -       | 29e       | 12        |
| 2021                | 54e     | 152     | -        | -        | -            | -            | 21e    | 145    | -       | -       | -       | -       | 24e       | 7         |
| 2022                | 52e     | 160     | -        | -        | -            | -            | 19e    | 160    | -       | -       | -       | -       | -         | -         |
| 2023                | 51e     | 151     | -        | -        | -            | -            | 19e    | 151    | -       | -       | -       | -       | -         | -         |

### Coupe d'Europe
- 1 podium.